# Clearfield, Pennsylvania
Clearfield är administrativ huvudort i Clearfield County i delstaten Pennsylvania. Enligt 2010 års folkräkning hade Clearfield 6 215 invånare.